# Zofia Kielan-Jaworowska
Zofia Emilia Kielan-Jaworowska (25. dubna 1925 Sokołów Podlaski – 13. března 2015 Varšava) byla polská paleobioložka.

## Vědecká kariéra
Proslavila se zejména organizací polsko-mongolských expedic do pouště Gobi v 60. až 70. letech 20. století. Pracovala především pro Polskou akademii věd a stála u poválečného obnovení činnosti polských institucí, zabývajících se paleontologií obratlovců. Mezi vyhynulé druhy živočichů, které vědecky popsala (nebo se na jejich výzkumu podílela), patřily i populární dinosauří taxony, zejména pak obří ornitomimosaur druhu Deinocheirus mirificus, jehož fosilie objevili právě polští účastníci expedice do Gobi v roce 1965. Zabývala se také středoevropskými trilobity a později zejména druhohorními savci, o kterých vydala oceňovanou knihu (Mammals from the Age of Dinosaurs). Byla také nositelkou mnoha ocenění za dlouholetou vědeckou práci.

## Osobní život
V roce 1958 se Kielan-Jaworowska provdala za profesora radiobiologie Zbigniewa Jaworowského.